# 889年
| 千纪： | 1千纪                                                                                           |
| 世纪： | 8世纪 \| 9世纪 \| 10世纪                                                                        |
| 年代： | 850年代 \| 860年代 \| 870年代 \| 880年代 \| 890年代 \| 900年代 \| 910年代                       |
| 年份： | 884年 \| 885年 \| 886年 \| 887年 \| 888年 \| 889年 \| 890年 \| 891年 \| 892年 \| 893年 \| 894年 |
| 纪年： | 己酉年（鸡年）；唐龍紀元年；南诏嵯耶元年；日本仁和五年，寬平元年                                |

## 大事记
- 朱溫斬黃巢餘部秦宗權，被封東平王。
- 馬雅文明城邦蒂卡爾的最後一塊紀念碑完成。

## 出生
- 南漢高祖劉龑（劉巖）。

## 逝世
- 秦宗權，唐末民變首領。